# Héliophysique
Héliophysique est un terme inventé par le Dr. George Siscoe de l'université de Boston et par la suite utilisé par la NASA pour englober l'étude du système composé du Soleil, l'héliosphère et les objets qui interagissent avec l'astre, et plus particulièrement, mais non limité aux atmosphères et magnétosphères des planètes, la couronne solaire, et le milieu interstellaire.
L'héliophysique combine plusieurs autres disciplines, y compris plusieurs branches de la physique de l'espace, la physique des plasmas, et la physique solaire. L'héliophysique est étroitement liée à l'étude de la météo spatiale et les phénomènes qui l'affectent.
Pour citer George Siscoe lors d'une conférence de présentation de l'héliophysique :
« L'héliophysique est une science environnementale, un hybride unique entre la météorologie et l'astrophysique. Elle comprend un ensemble de données et un ensemble de paradigmes (lois générales, dont il est possible que la plupart soient encore inconnues) spécifique aux plasmas magnétisés et neutres dans l'héliosphère qui interagissent avec eux-mêmes et avec les corps qui gravitent et leurs atmosphères. »
Cela rejoint la définition de Joe Westlake: « L'héliophysique est l'étude du Soleil et de sa sphère d'influence, ce qui inclut l'espace entre les planètes et nombre d'aspects de notre vie ».
L'héliophysique, les sciences de la Terre, la planétologie et l'astrophysique, comprennent les quatre divisions au sein de la Direction des Missions Scientifiques (Science Mission Directorate) de la NASA. Le mot a été utilisé pour simplifier le nom de la "Division des rapports soleil-système solaire" (Sun Solar System Connections division) et avant cela, la "Division de des rapports Soleil-Terre" (Sun-Earth Connections Division). 

## Terminologie et controverse
Il y a une certaine controverse derrière la dénomination de cette division de la NASA, car le mot hélios (du grec ancien ἥλιος) signifie soleil. Le mot « héliophysique » signifie alors littéralement « Physique du Soleil », et par conséquent, cela ne décrit pas adéquatement toute l'étendue scientifique qui est menée au sein de la division héliophysique. la NASA l'utilise aussi en de nombreuses autres occasions.
L'expression « héliophysique » est également utilisée pour nommer l'Année héliophysique internationale en 2007-2008, un ensemble de collaborations scientifiques autour de l'astronomie.

## Calendrier des vols du programme héliophysique
Ci-dessous en image, la chronologie des dates de lancement des missions de l'Observatoire du système héliophysique tracées sur un calendrier du cycle solaire.

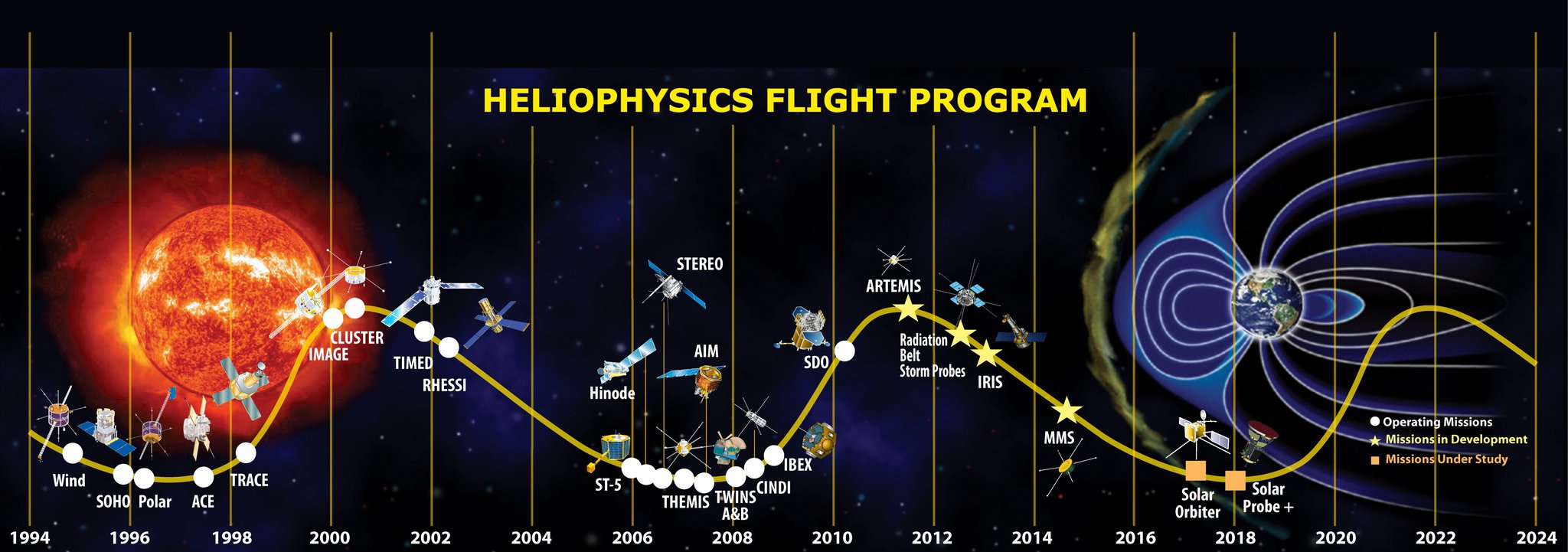
Chronologie des dates de lancement des missions de l'Observatoire du système héliophysique tracées sur un calendrier du cycle solaire.